# Залп Ноева ковчега
«Залп Ноева ковчега» (нем. Die Schüsse der Arche Noah) — фильм 1983 года производства ГДР режиссёра Эгон Шлегель по автобиографичному роману Питера Абрахама «Выстрелы из Ноева ковчега, или Заблуждения и странствия моего друга Венслоффа» (1970).

## Сюжет
История 10-летнего немецкого мальчика в последний год войны.
1945 год, война идёт к завершению. Немецкий школьник Клаус Венслофф живет в противоречивом мире, и явно не понимает, что происходит вокруг.
Его отец — активный антифашист, слушает и распространяет новости «вражеских каналов», подделывает удостоверения личности и продовольственные карточки, чтобы помочь преследуемым нацистским режимом людей, укрывает бежавших из концлагерей, называет Гитлера преступником.
Но в школе Клаус слышит от обожаемой учительницы, что Гитлер — лучший немец и прочую нацистскую пропаганду, Клаус является членом Гитлерюгенда.
Это не единственное противоречие в жизни Клауса: его мать — верующая христианка, в то время как его отец, как коммунист, не верит в Бога.
Не всегда Клаусу удаётся правильно справляться с этими противоречиями в своей повседневной жизни. Любая ошибка может стать опасной для жизни.
Когда Берлин начинают бомбить, и мать Клауса погибает в результате воздушного налёта, отец увозит Клауса в Восточную Пруссию.
Вскоре ему приходится ближе познакомится с войной — Красная армия приближается всё ближе и ближе. С советскими солдатами Клаус быстро подружился.
Но противоречия в голове снова проявились, когда он махнул во время атаки немецким самолётам с криком «Это же наши».
Чтобы уберечь мальчика советский офицер передаёт его в польский монастырь, где уже нашли убежище брошенные немецкие дети.
Здесь Клаус может хорошо применить свои знания польского языка, которые он приобрёл общаясь в Берлине с польскими остарбайтерами.
Во всем этом непостижимом для мальчика хаосе он находит утешение в воспоминаниях о матери, её рассказе о Ноевом ковчеге который несёт спасение. Но для Клауса совершенно непонятно: почему на Ноевом ковчеге не было пушек? И ковчег в его воображении смешивается с рассказом отца о броненосном революционном крейсере «Аврора» и о Ленине, капитане Мировой революции.
Какими бы запутанными и ужасными ни были переживания мальчика, в нем всегда остаются живыми представления отца о революции, о справедливом мире, предсказанном Лениным.
Элементарная сила этих представлений, наряду с пережитым опытом, в конечном итоге позволяет ему принять важное решение: когда он в монастыре сдаёт вступительный экзамен в школу священников, он передумывает и просит советского офицера забрать его, покидает монастырь и следует за призывом отца к Мировой революцией — освобождать Берлин вместе с Красной армии.

## В ролях
- Оливер Орт — Клаус
- Симона Грайя — Лотхен
- Александр Горгс — Эрих
- Александр Херрманн — Бернд
- Бьорн Петтерс — Дюнн
- Хейко Рейманн — Дик
- Вольфганг Винклер — отец Клауса
- Кристина Шорн — мать Клауса
- Вольфганг Греезе — герр Розенкампф
- Мария-Анна Флигель — фрау Розенкампф
- Мэй-Бритт Фечнер — Рита
- Хайди Кипп — фрау Полдиц
- Хорст Лебински — часовщик
- Леош Сухаршипа — старик
- Алексей Резник — советский офицер
- Гизела Бюттнер — матушка Элизабета
- Зофья Слабошовска — матушка Оберин
- Георг-Михаэль Вагнер — священник
- Герд Михаэль Хеннеберг — старый еврей

## Критика
В газете «Neues Deutschland» отмечалось, что режиссёр создает больше атмосферы, чем живых людей, и, таким образом, ведущему ребёнку-актёру трудно показать себя зрителю, у него мало возможностей активно проникнуть в сознание аудитории,а газета «Berliner Zeitung» писала, что авантюрные, впечатляющие, даже юмористические сентенции отличают этот фильм.

## Фестивали и награды
В 1983 году на немецком детском кинофестивале «Золотой воробей» фильм был удостоен трёх наград от трёх разных жюри, в том числе премии Findlingspreis.